# Conacul Bethlen din Câmpia Turzii
Tot în Ghiriș-Sâncrai a existat odinioară și un alt conac, cel al familiei Bethlen, și acesta dispărut în anii 1944-1947. 

## Istoric
Conacul se afla la intersecția străzii Tudor Vladimirescu cu strada Izvorului, nu departe de Arieș.
Conacul a fost grav avariat în cel de al doilea război mondial (sept.- oct.1944). Ruinele sale au fost demolate în anul 1947, materialele rezultate fiind folosite la construcția Școlii Primare din cartierul Sâncrai (str.Tudor Vladimirescu, colț cu str.Școlii).

## Galerie de imagini

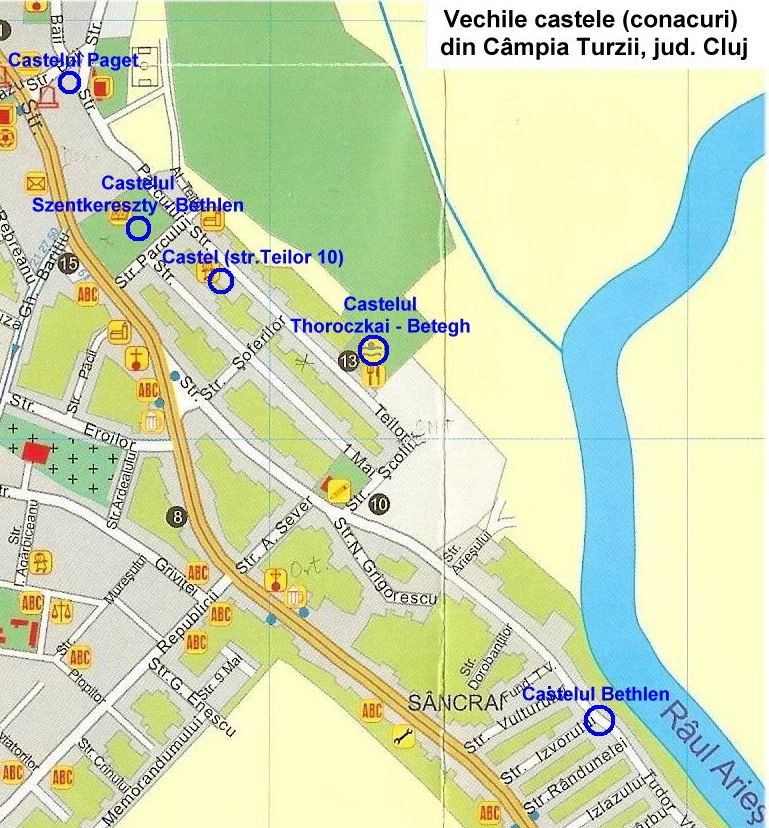
Harta cu vechile castele (conace) din Câmpia Turzii
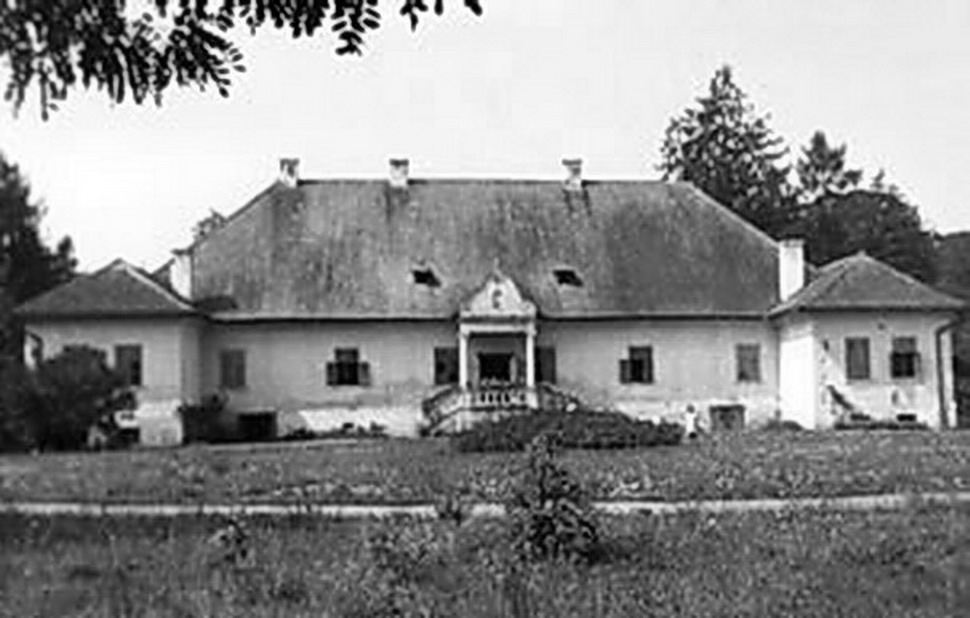
Fostul conac Bethlen